# Cantonul Courpière
Cantonul Courpière este un canton din arondismentul Thiers, departamentul Puy-de-Dôme, regiunea Auvergne, Franța.

## Comune
- Aubusson-d'Auvergne
- Augerolles
- Courpière (reședință)
- Olmet
- La Renaudie
- Sainte-Agathe
- Sauviat
- Sermentizon
- Vollore-Montagne
- Vollore-Ville